# 橋本經子
橋本經子 / 觀行院（はしもと つねこ / かんぎょういん、文政9年11月26日（1826年12月24日） - 慶應元年8月14日（1865年10月3日））。幕末的日本女官。第120代仁孝天皇的後宮，和宮親子内親王的生母。通稱おすめ。官職為典侍。
12代將軍德川家慶時代在大奧有絕大權勢的上臈御年寄姊小路、水戶藩老女花野井為經子的姑母。

## 經歴
經子於文政9年（1826年）身為羽林家橋本實久的女兒誕生。幼名「能居」。天保10年（1839年），在禁裏後宮擔任典侍（官名新典侍）。當時的天皇為仁孝天皇。
經子頗受仁孝天皇寵愛，與仁孝天皇有皇子胤宮，早夭。后仁孝天皇崩御。天皇手下的女官在仁孝天皇崩御的同時出家，當時在宮中經子落髮出家，法號為觀行院。之後經子離開後宮，在娘家橋本家邸養育和宮。
由於當時的公家生活上並不富裕，朝廷決定下賜養育費、合力米五十石與銀二十枚，這也維持了皇女體面的生活，和宮年幼時的衣裝大半是仕立直式的。
在和宮於紐直之儀的翌年，安政元年（1854年）12月，觀行院在德川幕府許可下增加了十石的費用，安政3年（1856年）9月時幕府又多增加了和宮與有栖川宮家的結婚支出費用。
觀行院和和宮有共同居住移居的經驗。安政元年4月6日於皇居炎上青蓮院轉居（18日橋本邸歸邸），安政4年（1857年）1月28日父親因實久去世而伴居在寶鏡寺，隨後5月24日再搬回橋本邸，安政7年（1860年）2月23日從桂御所移居，與和宮一起前往江戶。
嘉永4年7月12日（1851年8月8日），6歲的和宮在異母兄孝明天皇的勅許下與有栖川宮熾仁親王立下婚約。在2年後由於黑船來航，舉國上下分成攘夷與開國兩派。江戶幕府提出了和宮與14代將軍德川家茂「公武合體政策」的婚姻政策。遭到觀行院、孝明天皇、熾仁親王及和宮本人的反對。之後在幕府重度要求公武合體下和宮與熾仁親王之間的婚約解除。
與德川家茂的婚約下定後，於文久元年（1861年）10月20日朝著江戶出發。孝明天皇在顧慮和宮的情況下，下令讓和宮生母觀行院、乳母土御門藤子、女官庭田嗣子（仁孝天皇的典侍）、能登同行減緩和宮精神上的不安，典藥寮醫師數人跟隨著（在和宮降嫁後在江戶常駐），萬一和宮在關東生病的話一樣享有在都城同等的治療。
和宮在前往江戶時從中山道通往江戶城，於文久2年2月11日（1862年3月12日）到達江戶城大奧時觀行院和和宮與14代將軍家茂公的養母天璋院、生母實成院、13代將軍家定公的生母本壽院見面。和宮向天璋院、實成院、本壽院表示：「能像在京都一樣很快適應江戶的生活習慣」而且希望繼續保持在皇宮時一樣的生活。但是，這些話並沒有被傳達也沒有做到。。
觀行院無視於天璋院意思，跟江戶風比起來更重視御所風的生活習慣。為此和宮一行人對大奧女中和天璋院之間的糾紛也不少。同樣也看不慣和宮一行人的大奧女中之一‧當時在當御年寄的瀧山也希望和宮能像天璋院一樣順從幕府的意向而生活著，不要刻意在大奧裡硬是要求維持在京都一樣的生活作風徒增他人的困擾，也就是希望和宮能從在京都的生活作風改為在江戶的生活作風。所以，和宮在大奧裡和天璋院及瀧山的對立更加深了。。另一方面，由於觀行院是和宮的生母及先帝的典侍，観行院在大奧被授于上臈上座的職位。
與和宮在異鄉之地的觀行院於元治元年（1864年）秋天時身體失調。在江戶常駐的典藥寮醫師與幕府的奧醫師發起的容態書記錄著「御氣血御不順」「御心痛」「御小水不利」「水氣」「御手足麻痺」等，大多是腳氣的症狀。年末時身體健康持續下滑，慶應元年（1865年）病狀再度惡化。夏暑時毫無體力且衰弱，7月26日、28日、29日時和宮前往探望，入8月深秋時身體無力，8月9日以後呈現昏睡状態。8月14日、於江戶城去世，享年40。戒名觀行院光譽心月覺影大姊，遺體埋葬待遇等同將軍側室，於增上寺德川家墓所準別當岳蓮社的寢棺埋葬。由於養育和宮的功績，朝廷以正五位追贈。
観行院的墓所於昭和27年（1952年），在芝學園運動場擴張工事之際發掘。遺体於桐之谷齋場進行火葬，並移設至合葬墓再埋葬。

## 橋本經子（觀行院）登場的影像作品
- 朱雀門（1957年、大映　演員：三宅邦子）
- 皇女和宮（1963年、日本電視台　演員：津島恵子）
- 天皇的世紀 第一部（1971年、朝日電視台　演員：松風はる美）
- 和宮樣御留（1981年、フジテレビ　演員：森光子）
- 大奧（1983年、關西電視台　演員：三ツ矢歌子）
- 天璋院篤姬（1985年、朝日電視台　演員：鳳八千代）
- 和宮樣御留 （1991年、朝日電視台　演員：司葉子）
- 德川慶喜（1998年、NHK大河劇　演員：山本陽子）
- 大奧（2003年富士電視台　演員：岡まゆみ）
- 篤姬（2008年、NHK大河劇　演員：若村麻由美）

## 腳注
1. ↑  『思いの儘之記』（『日本隨筆大成』卷七所收　勢多章甫著）皇子皇女都是由母方娘家養育。最初在平安時代普遍由母方娘家誕生及養育。
2. ↑  『和宮樣御色直御祝之留』（觀行院本身記錄和宮年幼時的衣裝）
3. ↑  參考文獻『德川將軍家的結婚』中央公論社（中公新書）山本博文著　ISBN 4166604805
4. ↑  例如觀行院在節句之日雛壇是擺雛飾用的，而武家雛壇是擺雛人形用的。
5. ↑  國立公文書館藏‧江戶城多聞櫓文書第39482
6. ↑  江戶時代除一部分高位者外，埋葬座棺都與觀行院一般，由此可見，幕府對先帝的寵妃及和宮生母的觀行院相當厚待